# Włóknina

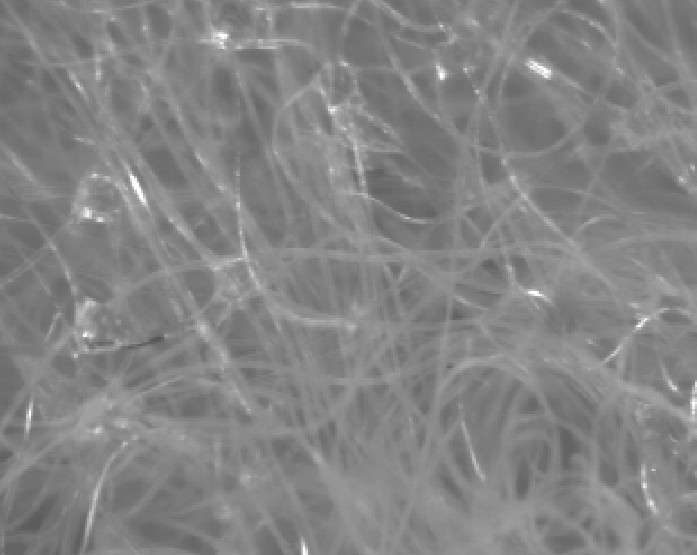
Włókna włókniny pod mikroskopem

Włóknina – wyrób włókienniczy płaski, tworzony bezpośrednio ze strumienia włókien przez ich spilśnianie, sklejanie, igłowanie lub przeszywanie (wyrób nietkany). Do włóknin należą również filce bite.
Nazwy włóknina używa się też błędnie w odniesieniu do przędzin.

## Wytwarzanie
Wszystkie włókna zwierzęce mają naturalną zdolność do pilśnienia, co wykorzystuje się do produkcji filcu i sukna. Pozostałe włókniny produkowane są z włókien z surowców syntetycznych, nie mają takich właściwości.
Na równomierną warstwę (strumień) włókna napylana jest ciecz klejąca, np. żywica. Następnie całość jest prasowana (ściskana między walcami) lub szybko przeigłowywana igłami zamocowanymi na listwach maszyny igłującej. Listwy te zawierają do kilku tysięcy igieł umieszczonych w kilku rzędach, które przeciągają i spętlają włókna między sobą. Często, w celu zwiększenia parametrów wytrzymałościowych, włókniny poddawane są przeszywaniu (igłowaniu). Gotowe włókniny mogą być powlekane tworzywami wodoodpornymi lub klejem.
Nowa generacja linii produkcyjnych do wytwarzania włóknin, zamiast metalowych igieł wykorzystuje do procesu zapętlania włókien energię mikrostrumienia wody, wytryskiwanej pod wielkim ciśnieniem (dochodzącym do 600 bar) z dysz zawierających kilka tysięcy mikrootworków. Strumienie te, skierowane z kilku kierunków na warstwę niesprasowanego włókna, rozłożonego na tkaninie nośnej wykonanej z włókien metalowych (siatka formująca), zapętlają je i wiążą mechanicznie (hydrodynamicznie) ze sobą. Ten rodzaj produkcji pozwala na dużą wydajność maszyn, wielokrotnie przewyższającą prędkość maszyn włókienniczych, wykorzystujących metalowe igły jako środek spętlający włókno. W branży włókienniczej tę technologię przyjęło się określać jako „igłowanie wodne”, „technologia igłowania hydrodynamicznego”, „aqua-jet” lub „spunlace”. Wodną technologię igłowania włókna opracowano w Japonii w latach 70. XX wieku.
Kolejnym etapem rozwoju branży włókiennictwa, produkującej włókniny jest stosowanie maszyn, które zamiast wody do spętlania włókna stosują sprężone powietrze, kierowane na włókna w sposób identyczny, jak to ma miejsce w przypadku technologii „aqua-jet”. Technologia stosująca sprężone powietrze do spętlania włókna nosi w branży włókienniczej nazwę „air-jet” lub „airlay”. Technologię igłowania powietrzem opracowali Niemcy pod koniec lat 90. XX wieku.

## Zastosowanie
Włókniny stosowane są na:
- wykładziny dźwiękochłonne
- izolacje termiczne – maty izolacyjne
- ogrodnictwie – maty zapobiegające zachwaszczeniu i wysychaniu gleby (patrz włóknina ogrodnicza)
- materiały usztywniające, ocieplające i wypełniające w krawiectwie – flizelina, watolina
- otuliny ocieplające w ogrodnictwie – ondulina, agrowłóknina
- maty szklane – do wytwarzania laminatów
- w przemyśle meblarskim jako filce, wypełniacze materaców i siedzeń
- w przemyśle obuwniczym i odzieżowym jako nośniki sztucznych skór
- w przemyśle samochodowym jako np. podsufitki, obicia drzwi, pokrycia podłogi, wyściółki bagażników, filtry powietrza
- w przemyśle sanitarnym i medycznym jako nośniki plastrów, bandaży i opatrunków, ściereczki do higieny, elementy nowoczesnych pieluch („pampersów”) i podpasek higienicznych
- przy budowie dróg i autostrad jako najniższa warstwa separująca w przekroju drogi (tzw. geowłókniny)
- przy budowie wysypisk i składowisk odpadów jako warstwa ochronna i drenażowa (geowłóknina)
- jako filtry pyłowe w odkurzaczach i pochłaniaczach pyłów w klimatyzatorach
- jako filtry zapachowe np. we frytkownicach.